# دن خوان (فیلم ۱۹۲۶)
دن خوان (انگلیسی: Don Juan) فیلمی در ژانر رمانتیک به کارگردانی آلن کراسلند است که در سال ۱۹۲۶ منتشر شد.

## بازیگران
- جان باریمور
- مری آستور
- ویلارد لوئیس
- استل تیلور
- جین ونتون
- هدا هاپر
- میرنا لوی
- شلدون لویس
- جوزف سوئیکارد
- لایونل براهام